# Presbytère de Fondremand
Le presbytère de Fondremand est un presbytère situé à Fondremand, en France.

## Description
Le presbytère s'articule autour d'une cour avec logis, grange et colombier auxquels s'ajoute une chambre à four en 1844.

## Localisation
Le presbytère est situé sur la commune de Fondremand, dans le département français de la Haute-Saône.

## Historique
Le presbytère est construit en 1772 par l'architecte Louis Beuque ; il est par la suite remanié en 1844 et 1847.
L'édifice est inscrit au titre des monuments historiques en 2008.